# Оріховець (Білоцерківський район)
Оріхове́ць — село в Україні, у Сквирській міській громаді Білоцерківського району Київської області. Населення становить 574 осіб. Попередня назва — Татаринівка (до 1947 року).

## Географія
На південно-східній околиці села бере початок річка Рубченка, ліва притока Росі. У селі бере початок струмок Безіменний.
Відстань до райцентру становить близько 20 км і проходить автошляхом Т 1020.

## Населення

### Мова
Розподіл населення за рідною мовою за даними перепису 2001 року:
| Мова            | Кількість | Відсоток |
| --------------- | --------- | -------- |
| українська      | 562       | 97.91%   |
| російська       | 11        | 1.92%    |
| інші/не вказали | 1         | 0.17%    |
| Усього          | 574       | 100%     |

## Відомі люди
В селі народився український письменник, сценарист Зарудний Микола Якович (1921—1991).